# Llinatge dels Latas

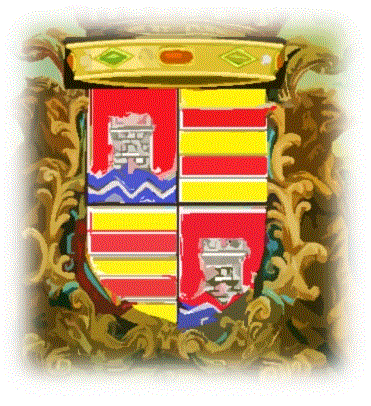
Escut

El Llinatge dels Latas és una històrica família noble infanzona d'origen aragonès. Les primeres referències que apareixen documentades són amb les formes Latas i Latas. Procedeixen les famílies d'aquest cognom de les muntanyes del primitiu Regne d'Aragó en la qual és la meitat nord de l'actual província de Huesca. Destaquen del llinatge membres com el Mestre Joan de Latas o Fra Blas de Latas.